# Затон (Оренбургская область)
Затон — посёлок в составе городского округа город Бугуруслан Оренбургской области России.

## География
Расположен на левом берегу реки Большой Кинель, в 11 км к западу от центра городского округа — города Бугуруслан, ближайшая железнодорожная станция — разъезд Савруха, в 2 км к югу.

## Население
| 2010 |
| ---- |
| 193  |

Национальный состав
По данным Всероссийской переписи населения 2010 года:
| № | Национальность | Численность, чел. | Доля   |
| - | -------------- | ----------------- | ------ |
| 1 | русские        | 121               | 63,0 % |
| 2 | мордва         | 22                | 11,4 % |
| 3 | чуваши         | 17                | 8,8 %  |
| 4 | татары         | 9                 | 4,7 %  |
| 5 | другие         | 24                | 12,1 % |